# Лемпира (департамент)
Лемпира (на испански: Lempira) е един от 18-те департамента на централноамериканската държава Хондурас. Населението е 333 125 жители (приб. оц. 2015 г.), а общата му площ e 4290 км². Столицата е град Грасиас.

## Общини
Департаментът се състои от 28 общини, някои от тях са:
1. Белен
2. Ла Кампа
3. Лас Флорес
4. Мапулака
5. Сан Андрес
6. Сан Франсиско